# شوهی نیشیدا
شوهی نیشیدا (انگلیسی: Shuhei Nishida; ۲۱ مارس ۱۹۱۰ – ۱۳ آوریل ۱۹۹۷) ورزشکار دو و میدانی اهل ژاپن بود.
وی در مسابقات کشوری و بین‌المللی در مجموع برندهٔ ۲ مدال نقره، ۱ مدال برنز شده‌است.